# Zeki Şamiloğlu
Zeki Şamiloğlu (ur. 29 stycznia 1937 w Sarıkamış) – turecki narciarz alpejski, trzykrotny uczestnik igrzysk olimpijskich.
Trzykrotnie wziął udział w zimowych igrzyskach olimpijskich. W 1956 roku na igrzyskach w Cortinie d’Ampezzo zaprezentował się w dwóch konkurencjach – w slalomie gigancie zajął 77. miejsce, a w slalomie został zdyskwalifikowany. Cztery lata później w Squaw Valley wystartował w trzech konkurencjach, zajmując 39. pozycję w slalomie, 54. w slalomie gigancie i 58. w zjeździe. W 1964 roku na igrzyskach w Innsbrucku uczestniczył w tych samych trzech konkurencjach – w slalomie był 50., w slalomie gigancie 69., a w zjeździe uplasował się na 71. miejscu.